# Musikakademie der Stadt Kassel „Louis Spohr“
Die Musikakademie der Stadt Kassel „Louis Spohr“ ist eine der vier staatlich anerkannten hessischen Musikakademien. Sie bietet ein künstlerisch-pädagogisches Studium mit dem Abschluss Bachelor of Music sowie ein Juniorstudium an.

## Geschichte
Mehrere private Vorgängerinstitute wurden 1939–1942 zu einem Konservatorium und Musikseminar der Stadt Kassel zusammengefasst; Hintergrund war die nationalsozialistische Idee der Gleichschaltung aller Bildungseinrichtungen. Erst nach dem Zweiten Weltkrieg war eine Aufbauarbeit möglich, zunächst noch mit der für Konservatorien typischen Verbindung von Amateur- und Berufsausbildung. 1955 erhielt die Einrichtung den Namen Musikakademie der Stadt Kassel. 
2012 änderte der Hessische Landtag den Status der Akademie: bis dahin Berufsfachschule, wurde sie zur staatlich anerkannten Berufsakademie, die seither eigenständig Bachelor-Abschlüsse im Rahmen akkreditierter Studiengänge verleihen kann. Ebenfalls seit 2012 trägt die Akademie den Namenszusatz des Komponisten, Dirigenten und Pädagogen Louis Spohr, der lange in Kassel tätig war.
Seit 1983 existiert die Fördergesellschaft der Musikakademie Kassel „Louis Spohr“ e. V. Sie leistet Studierenden der Akademie Beihilfen zum Studium und zur Anschaffung von Instrumenten, und sie unterstützt Veranstaltungen und Öffentlichkeitsarbeit der Akademie.